# Snot
Snot ist eine US-amerikanische Hardcore-Punk-/Nu-Metal-Band aus Santa Barbara, Kalifornien.

## Geschichte
Snot wurde im Sommer 1994 von Lynn Strait (Frontmann, Gesang), Mike Doling (Gitarre), „Ruben“ (Bass) und „Brent“ (Schlagzeug) gegründet (von „Ruben“ und „Brent“ sind nur die Vornamen bekannt). Sie begannen ihre Karriere mit Konzerten auf Sommer-Festivals, jedoch verließ der Bassist „Ruben“ die Band schon nach dem Sommer 1995. Er wurde durch John Fahnestock ersetzt, welcher bis zur Auflösung 1998 in der Band blieb. Wenig später folgte ein weiterer Mitgliedswechsel: Schlagzeuger „Brent“ wurde aus der Band geworfen, da er laut Lynn Strait „nur ein verwöhntes reiches Kind sei, der nur in einer Band spiele um cool zu sein“. Ersetzt wurde er durch „Cornfed“ (ebenfalls kein vollständiger Name bekannt), welcher jedoch wiederum 1996 durch Jamie Miller ersetzt wurde. Erst nach diesem letzten Mitgliedswechsel blieb das Bandgefüge eine Zeit lang stabil.
Die Band verschaffte sich mit einer Mischung aus aggressivem Hardcore Punk, Metal und Nu Metal schon früh Anerkennung und so bekamen sie 1996 einen Plattenvertrag beim Label Geffen und veröffentlichten 1997 ihr erstes Album Get Some. Das Bandgefüge bekam nach dem erfolgreichen ersten Album wiederum Risse, so dass Sonny Mayo im Mai und Jamie Miller im August 1998 die Band verließen. Sie wurden ersetzt durch Mike Smith (Gitarre) und Shannon Larkin (Schlagzeug). Im Herbst 1998 fing Snot an, ein weiteres Album im Studio aufzunehmen. Bevor dieses jedoch fertig wurde, hatte Frontmann Lynn Strait am 11. Dezember 1998 in Los Angeles einen tödlichen Unfall, bei dem auch sein Hund und Bandmaskottchen, der Boxer Dobbs, starb. Da die übrigen Bandmitglieder es als sinnlos empfanden, die Band ohne Lynn aufrechtzuerhalten, löste sich Snot Ende 1998 auf.
Im Jahr 2000 gaben sich Szenegrößen im Studio die Klinke in die Hand, um das letzte unvollständige (Vocals von Lynn Strait fehlten) Album der Band zu vervollständigen und fertigten so das Tributealbum Strait Up, welches Lynn Strait gewidmet ist. Auf dem Album ist der gesangliche Teil der verschiedenen Tracks unter anderem von Jonathan Davis (Korn), Fred Durst (Limp Bizkit), Brandon Boyd (Incubus), Corey Taylor (Slipknot), Serj Tankian (System of a Down), Max Cavalera (Soulfly) und Lajon Witherspoon (Sevendust) eingesungen. 
Im Jahr 2002 wurde ein Livealbum namens Alive veröffentlicht, auf dem auch der Track Choose What? enthalten ist. Dieser war der letzte Track, dem Lynn Strait vor seinem Tod noch probeweise einen Gesangspart verleihen konnte. Mitte 2008 beschloss Snot, ein neues Album aufzunehmen und holte sich den ehemaligen Divine-Heresy-Sänger Tommy Vext an Bord. Im Oktober 2014 kündigte die Band Carl Bensley als Ersatz für den ausgeschiedenen Sänger Tommy Vext an.

## Diskografie

### Alben
- 1997: Get Some
- 2000: Strait Up: A Tribute to Lynn Strait (Tributealbum)
- 2002: Alive! (Livealbum)

### Singles
- 1997: Stoopid
- 1997: I Jus’ Lie
- 1997: Tecato
- 1998: Get Some
- 2000: Angel’s Son (Tribute-Track, Gesang von Lajon Witherspoon von Sevendust)